# Pyrausta rhipheusalis
Pyrausta rhipheusalis là một loài bướm đêm trong họ Crambidae.